# Get In The Ring
Get In The Ring è il quarto album della band tedesca H-Blockx, pubblicato nel 2002.

## Tracce
1. C'mon - 3:39
2. The Power - 4:06
3. Get In The Ring - 5:00
4. All Season Love - 3:53
5. You're The One - 3:34
6. Don't Bring Me Down - 4:02
7. Berlin - Monsta City - 4:08
8. Witnezz (R U Wit' Me ???) - 4:05
9. Come Bad - 4:01
10. Million Miles - 4:20
11. Lost My Mind - 3:53
12. Ring Of Fire - 3:03
13. Someday Somehow - 3:56
14. Saw Her Smiling - 4:31

## Formazione
- Henning (Henning Wehland) - voce
- Dave (Dave Gappa) - voce
- Gudze (Stephan Hinz) - basso
- Tim (Tim Tenambergen) - chitarra
- Mason (Johann-Christop Maass) - batteria

### Altri musicisti
- Björn Krüger - batteria nel brano "You're The One".
- Steffen Wilmking - batteria nei brani "Lost My Mind", "Ring Of Fire" e "Saw Her Smiling".
- Bruder & Kronstädta - voce e cori nei brani "C'mon", "Berlin - Monsta City" e "Witnezz (R U Wit' Me ???)"
- Turbo B. - voce nel brano "The Power"
- Lisa Cash - voce nel brano "The Power"
- Dr. Ring-Ding - voce nei brani "Get In The Ring" e "Ring Of Fire".
- DJ Illvibe - giradischi nei brani "Berlin - Monsta City" e "Witnezz (R U Wit' Me ???)"